# Juan Bautista Alberdi
Juan Bautista Alberdi (n. 29 august 1810, Tucumán, Argentina - d. 19 iunie 1884, Neuilly-sur-Seine, Franța) a fost prozator, jurist și om politic argentinian.
Scrierile sale literare aparțin în special satirei sociale.

## Opera
- 1838 Predică în pustiu ("Predicar en desiertos")
- 1838 Generația din prezent față în față cu generația din trecut ("La generación presente a la faz de la generación pasada ")
- 1839: Revoluția din mai ("La Revolución de Mayo")
- 1842 Idei pentru a prezida întocmirea unui curs de filozofie contemporană ("Ideas para presidir a la confección del curso de filosofía contemporánea")
- 1870: Crima de război ("El crimen de la guerra")
- 1878: Pelerinajul Luminii Zilei sau Călătoria și aventurile Adevărului în Lumea Nouă ("Peregrinación de Luz del Día o Viaje y aventuras de la Verdad en el Nuevo Mundo")
- 1853: Scrisori quillotaneze ("Cartas quillotanas")
- 1880: Omnipotența statului este negarea libertății individuale ("La Omnipotencia del Estado es la Negación de la Libertad Individual")
- 1880: Republica Argentina ("República Argentina")
- 1886: Opere complete ("Obras completas"), 8 volume
- 1920: Opere alese ("Obras selectas")